# Титаніс
Titanis walleri (на честь титанів з грецької міфології) — викопний хижий нелітаючий птах ряду каріамоподібних. Один з найбільших видів родини фороракосових.
Мешкав в плейстоцені в Північній Америці на території сучасної Флориди і Техасу.  Титаніса назвав та описав американський палеонтолог та орнітолог Пірс Бродкорб у 1963 році. Названий на честь археолога-любителя Бенджаміна Уоллера, який відшукав перший скелет виду разом з Робертом Алленом у річці Санта-Фе, Флорида.
Titanis walleri є одним з рідкісних прикладів міграції південноамериканських видів на північ після утворення панамського перешийка.

## Опис

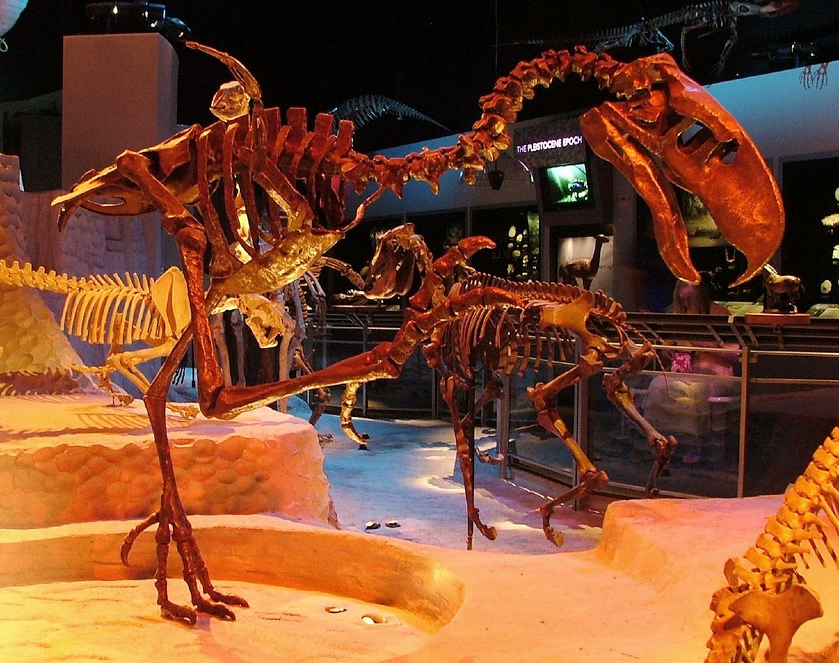
Реконструкція скелета у Флоридському музеї природознавства

Птах досягав висоти 250 см і імовірно важив до 150 кг. Дзьоб розширений, широкий і досить потужний. Шия товста і мускулиста. Передні кінцівки маленькі, не могли використовуватися для польоту. Кістки крила утворювали незвичайну подібну до суглоба структуру. Дана анатомічна структура не дозволяла кінцівкам згинатися назад, як в інших птахів. Палеонтологом R.M. Chandler було висунуто гіпотезу, що передня кінцівка використовувалася птахом як пазуриста лапа, на зразок передніх лап хижих динозаврів групи тероподи.

## Спосіб життя
Спосіб життя Titanis walleri подібний іншим представникам родини фороракоси. Був хижаком, що підстерігають свою здобич із засідки. Міг полювати на тварин масою 80-100 кг.